# Cataglyphoides dlusskyi
Cataglyphoides dlusskyi — викопний вид мурашок з підродини форміцин, що існував в Європі в пізньому еоцені (близько 37-34 млн років). Описаний у 2020 році з решток, що виявлені у рівненському бурштині з села Воронки. Вид названо на честь радянського ентомолога Геннадія Длуського (1937—2014).